# La capanna dello zio Tom (film 1965)
La capanna dello zio Tom (Onkel Toms Hütte) è un film del 1965 diretto da Géza von Radványi e adattato dall'omonimo romanzo di Harriet Beecher Stowe. Il film è stato presentato in concorso al Festival cinematografico internazionale di Mosca 1965.

## Trama
Il film si apre con l'incontro tra la scrittrice Harriet Beecher Stowe e il presidente degli Stati Uniti Abraham Lincoln e l'assassinio di quest'ultimo al Teatro Ford. In seguito, viene narrata la storia dello zio Tom, schiavo nero del Kentucky, il quale viene venduto dal suo padrone e si troverà ad affrontare la dura vita nei campi di cotone del Sud.